# Give Me Your Soul...Please
Give Me Your Soul...Please (Твоју душу... Молим) је музички албум данског хеви метал бенда Кинг Дајмонд издат 26. јуна 2007. године од стране издавачке куће Massacre Records. Идеја албума и омот су израђени на основу слика под називом "Очи моје мајке". Црна мачка која се провлачи кроз албум је у ствари Кинг Дајмондова мачка, Меџик.

## Прича
На почетку, брат и сестра се налазе у загробном животу. Брат треба да иде у Пакао, тако да сестра (девојчица у крвавој хаљини) одлучује да за њега нађе другу душу да би са њом ишао у Рај. Она слеће до куће на "Бескрајном брду", где Кинг Дајмонд живи са својом мачком. Девојчица покушава да га контактира, међутим успева само да га прогони. Како је тама расла, ствари из куће су се насумично померале, светла су се палила и гасила, а температура се спуштала до замрзавајућег степена. Кинг је искористио црну магију да би дошао у контакт са девојчицом. Она је сазнала да је њен отац раскомадао њеног брата секиром, прскајући је крвљу, онда је задавио и потом сам себи пуцао у главу. Међутим, "Тринаест судија" грешком мисле да је брат починио самоубиство, тако да она мора да пронађе безгрешну душу за њега. Она жели Кингову душу, али, како је открила да је он пун грехова, он јој каже да пронађе неку другу душу до изласка сунца. Девојчица у крвавој хаљини одлучује да дође у "твоју" кућу (мислећи на онога који слуша песму).

## Листа песама
1. -  	King Diamond	1:56
2. -   	King Diamond, Andy LaRocque	4:36
3. -   	King Diamond	4:12
4. -   	King Diamond, Andy LaRocque	4:00
5. -   	King Diamond	4:59
6. -   	King Diamond, Andy LaRocque	4:30
7. -   	King Diamond, Andy LaRocque	1:27
8. -   	King Diamond, Andy LaRocque	5:28
9. -   	King Diamond, Andy LaRocque	4:46
10. -   	King Diamond	4:29
11. -   	King Diamond	4:22
12. -   	King Diamond	5:07
13. -   	King Diamond	4:06

## Постава бенда
- Кинг Дајмонд - вокал
- Енди Ла Рок - гитара
- Мајк Вeд - гитара
- Хал Патино - бас гитара
- Мет Томсон - бубњеви